# Pavol Farkaš
Pavol Farkaš (ur. 27 marca 1985 r. w Bratysławie) – słowacki piłkarz występujący od 2018 roku w FC Nitra.

## Kariera
Pavol swoją profesjonalną karierę rozpoczynał w FC Nitra, gdzie grał do 2007 r. w międzyczasie był wypożyczony do Veľký Lapáš. W 2007 r. został graczem Artmedii Petržalka Bratysława. W 2009 r. podpisał kontrakt z rumuńskim FC Vaslui. W 2012 roku przeszedł do Chievo Werona. W 2013 roku wypożyczono go do Ternany Calcio. Następnie grał w FK Qəbələ, Xanthi FC i AE Larisa by w 2018 wrócić do FC Nitra.